# Campeonato Mundial de Lucha de 1953
El XIV Campeonato Mundial de Lucha se celebró en Nápoles (Italia) entre el 17 y el 19 de abril de 1953 bajo la organización de la Federación Internacional de Luchas Asociadas (FILA) y la Federación Italiana de Lucha.  Solamente se compitió en las categorías del estilo grecorromano.

## Resultados

### Lucha grecorromana
| Evento | Oro                       | Plata                       | Bronce                      |
| ------ | ------------------------- | --------------------------- | --------------------------- |
| 52 kg  | Boris Gurevich URSS       | Ahmet Bilek Turquía         | Maurice Mewis · Bélgica     |
| 57 kg  | Artiom Terian URSS        | Imre Hódos Hungría          | Giovanni Cocco · Italia     |
| 62 kg  | Olle Anderberg · Suecia   | Umberto Trippa · Italia     | Elie Naasan Líbano          |
| 67 kg  | Gustav Freij · Suecia     | Kyösti Lehtonen · Finlandia | Shazam Safin URSS           |
| 73 kg  | Gurguen Shatvorian URSS   | Miklós Szilvási Hungría     | Franco Benedetti · Italia   |
| 79 kg  | Guivi Kartoziya URSS      | Axel Grönberg · Suecia      | Kalervo Rauhala · Finlandia |
| 87 kg  | August Englas URSS        | Kelpo Gröndahl · Finlandia  | Kurt Rusterholz · Suiza     |
| +87 kg | Bertil Antonsson · Suecia | Johannes Kotkas URSS        | Guido Fantoni · Italia      |

## Medallero
| Núm. | País      | Oro | Plata | Bronce | Total |
| ---- | --------- | --- | ----- | ------ | ----- |
| 1    | URSS      | 5   | 1     | 1      | 7     |
| 2    | Suecia    | 3   | 1     | 0      | 4     |
| 3    | Finlandia | 0   | 2     | 1      | 3     |
| 4    | Hungría   | 0   | 2     | 0      | 2     |
| 5    | Italia    | 0   | 1     | 3      | 4     |
| 6    | Turquía   | 0   | 1     | 0      | 1     |
| 7    | Bélgica   | 0   | 0     | 1      | 1     |
| 7    | Líbano    | 0   | 0     | 1      | 1     |
| 7    | Suiza     | 0   | 0     | 1      | 1     |
|      | TOTAL     | 8   | 8     | 8      | 24    |